# Pilsum
Pilsum is een dorp in de Duitse gemeente Krummhörn, deelstaat Nedersaksen. Deze Oost-Friese plaats ligt circa 2 kilometer van de Noordzee, tussen Greetsiel en Manslagt, en telt 537 inwoners (2012).
Pilsum is een ringdorp op een terp. Nog altijd valt te zien dat het terpdorp ooit aan een inham van de Noordzee lag die zich tot Marienhafe uitstrekte. Het dorpsgezicht wordt bepaald door talrijke grote "Gulfhöfe" en kleine huizen voor ambachtslieden en landarbeiders. Het dorp wordt doorsneden door een netwerk van bochtige stegen. In het centrum bevindt zich de kerk die gewijd is aan de heilige Stefanus.

## Geschiedenis
De naam Pilsum komt van Pyleshem. Onder dezer naam is het dorp in de 12e eeuw bekend. De naam betekent "woonplaats (hem = Heim) van Pyl". Over deze persoon zijn geen bijzonderheden bekend.
Pilsum was in vroegere tijden een zetel van Friese hoofdelingen. De oude Beningaborg, zetel van de vroegere hoofdeling Affo Beninga, werd in 1407 door bewapende Hamburgers verwoest, omdat Affo vriendschappelijke contacten onderhield met de Victualiënbroeders onder Klaus Störtebeker. Door erfopvolging kwam het bewind over Pilsum in de 15e eeuw aan het Oost-Friese gravengeschlacht Cirksena.
Pilsum maakte in de 15e eeuw deel uit van het bisdom Münster en viel onder de proosdijkerk van Uttum. De hervormer Andreas Bodenstein uit Karlstadt, een voormalig medewerker van Luther heeft nog in Pilsum gepreekt. In de andere Ommelandgemeenten en de stad Norden was een kanselverbod tegen hem uitgevaardigd. 

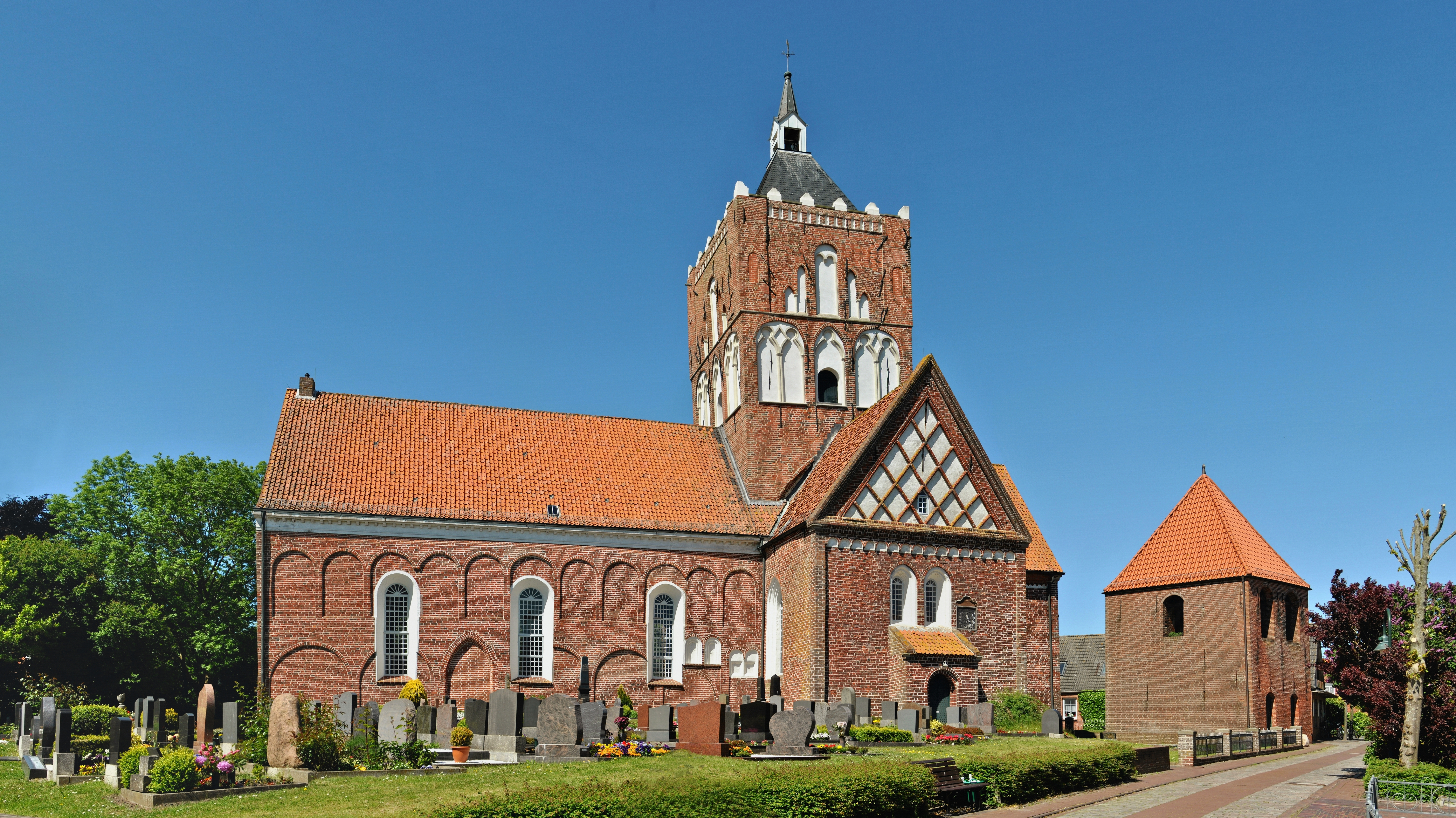
De kruiskerk van Pilsum

De kruiskerk van Pilsum dateert uit de 12e eeuw en heeft met zijn machtige toren altijd een rol gespeeld als baken voor de scheepvaart. Het transept heeft drie vierkante traveeën met in het oosten een priesterkoor met halfronde apsis. Het schip vormt waarschijnlijk het oudste deel. Het kruisingsgewelf met acht gewelfde ribben is opvallend. Ook zijn resten van Bijbelse wandschilderingen bewaard gebleven.
De ijzeren vuurtoren van Pilsum is 11 meter hoog en dateert uit 1891. Hij werd in 1915 buiten gebruik gesteld. De fundering is in de zeedijk gebouwd en de toren is geel-rood geschilderd. Hij is bekend van de reclame voor een regionaal biermerk, en omdat hij locatie was voor de film Otto - Der Außerfriesische (1989) en voor de Tatort-aflevering "Sonne und Sturm" (2003) met Maria Furtwängler. Sinds 2004 is de vuurtoren ook als trouwlocatie in gebruik.
Tot de gemeentelijke herindeling was Pilsum een zelfstandige gemeente die was aangesloten bij de samtgemeinde Greetsiel. In 1972 werd Pilsum onderdeel van de gemeente Krummhörn.
Pilsum had een halte aan de spoorlijn Emden-Pewsum-Greetsiel.

## Aangrenzende plaatsen
| Aangrenzende gemeenten | Aangrenzende gemeenten | Aangrenzende gemeenten | Aangrenzende gemeenten | Aangrenzende gemeenten |
| ---------------------- | ---------------------- | ---------------------- | ---------------------- | ---------------------- |
| Vuurtoren van Pilsum   |                        | Hauen                  |                        | Greetsiel              |
|                        |                        |                        |                        |                        |
|                        | Appingen               |                        |                        |                        |
|                        |                        |                        |                        |                        |
| Dykster Krug           |                        | Manslagt               |                        | Visquard               |